# Cirugía ortopédica
La cirugía ortopédica es una rama de la cirugía que se refiere a desórdenes del aparato locomotor, de sus partes musculares, óseas o articulares y sus lesiones agudas, crónicas, traumáticas, y recurrentes. Aparte de las consideraciones mecánicas, también se refiere a los factores de la patología, de la genética, de lo intrínseco, extrínsecos, y biomecánicos implicados.

## Terminología
Nicolas Andry de Boisregard acuñó en 1741 la palabra ortopedia, derivada de las palabras griegas para correcto o derecho (orthos) y niño (παιδεία). A la edad de 81 años publicó Ortopedia, o el arte de corregir y de prevenir deformidades en niños. Como su nombre indica, la ortopedia comenzó con el tratamiento de niños lisiados y ancianos, las enfermedades y discapacidades degenerativas. La asistencia al paciente ortopédico es individualizada.
Andry consideró la Ortopedia como una rama de la medicina preventiva. Se representa por un árbol atado a un poste para evitar su deformidad como se aprecia en la figura: 1

## Formación
Los ortopedistas son los médicos facultativos que han terminado el entrenamiento graduado en ortopedia. Como en todas las áreas de la educación médica, la regulación varía considerablemente a través del mundo.

### Venezuela
Los cirujanos en Ortopedia y Traumatología, llamados Traumatólogos, obtienen el ingreso a la especialización una vez que han cumplido con 6 o 7 años de formación como médicos cirujanos, dependiendo de la universidad de formación. Posteriormente deben cumplir con el artículo 8 de la ley de ejercicio de la medicina que les impone 1 año adicional de ejercicio para el estado como médicos rurales. Una vez terminado este periodo de formación y ejercicio supervisado por el estado, el médico puede concursar por una plaza en la especialidad. Hasta el año 2009, la mayoría de las universidades exigían de manera formal en su reglamento, el cumplimiento de una residencia médico quirúrgica adicional de 2 años de duración en el área de cirugía, traumatología o neurocirugía que permitiese una formación integral y que da el acceso por concurso a la plaza universitaria de especialización por 3 o 4 años adicionales, para un total formativo acumulado entre formación básica y médico quirúrgica de 11 o 13 años, según el reglamento vigente para el  año de ingreso.
Esta formación especializada en traumatología y Ortopedia se lleva a cabo en hospitales de referencia, de máxima complejidad (tipo IV) y todos pertenecientes a la sanidad pública, organizados por las Universidades Nacionales encargadas por el Consejo Consultivo Nacional de Postgrados (CCNPG) autorizados para desarrollar el programa académico-asistencial a tiempo completo,  durante un período de aproximadamente tres a cuatro años; obteniendo el título acreditado por el rector de la universidad y su secretario cuando culminan el programa universitario acreditado para ese centro asistencial.
El programa se dicta por profesores universitarios con calificación igual o superior a traumatólogos ortopedistas. Este título de especialista una vez adjudicado en acto público, luego debe ser registrado en el colegio de médicos de la localidad, previo visto bueno de la comisión de credenciales de dicho Colegio Médico. 
Durante su formación, el Traumatológo maneja un promedio de ochenta a cien pacientes en consulta diarios en diversas subespecialidades y un promedio de veinte pacientes quirúrgicos por guardia diarias; atendiendo lesiones de alta energía (Fracturas abiertas por arma de fuego y Accidentes Viales). Una vez obtenido el grado de Cirujano Ortopedista y Traumatólogo (o Traumatólogo Ortopedista según la universidad) puede subespecializarse en diversas áreas que incluyen Cirugía de Hombro y codo, Mano, Cadera, Rodilla, Pie y tobillo, Cirugía Ortopédica Reconstructiva (Alineación y reconstrucción de extremidades), Ortopedia infantil, Cirugía de columna, Oncología ortopédica, y Medicina del deporte como se identifica en los distintos comités de la Sociedad de cirugía Ortopédica y traumatología de Venezuela.

### Estados Unidos y Canadá
Los cirujanos ortopédicos de Estados Unidos y de Canadá (también llamados ortopedistas) realizan un mínimo de 13 años de educación secundaria básica y de entrenamiento clínico. Esto incluye la obtención de un grado de bachillerato, una licenciatura en Medicina y una especialización de 5 años en cirugía ortopédica. Muchos cirujanos ortopédicos elegirán después hacer entrenamiento adicional en una subespecialidad (fellowship) después de terminar su entrenamiento básico. Los ejemplos de subeespecialidad en el entrenamiento ortopédico incluyen Hombro y codo, Mano, Cadera, Rodilla, Pie y tobillo, Cirugía reconstructiva, Ortopedia infantil, Cirugía de columna, Oncología ortopédica, Medicina del deporte, y Traumatología y cirugía de pelvis y acetábulo. Según el último estudio Occupational Handbook (2006-2007), en los EE. UU., el 3-4 % de los médicos y cirujanos practicantes son cirujanos ortopédicos.

### Colombia
En Colombia y la mayoría de los países latinoamericanos la especialización en Cirugía Ortopédica y Traumatología tiene una duración de cuatro años, para ser elegible se debe haber cursado los seis años de medicina, realizar el servicio social obligatorio (Cuya duración oscila entre seis meses y un año) y contar con tarjeta profesional del ministerio de salud que acredite la calidad de Médico general. La subespecialidad en las diferentes áreas tiene una duración de un año: en Colombia existen once programas, seis de los cuales se realizan en Bogotá.

### España
En España, la especialidad se denomina Cirugía Ortopédica y Traumatología. El acceso es el mismo que para cualquier otra especialidad médica (incluida la Medicina Familiar y Comunitaria, antigua Medicina General). Se accede por oposición MIR, tras haber cursado previamente los 6 años de la carrera de Medicina. La duración del periodo de residencia es de 5 años, rotándose además por otras especialidades. La subespecialización se puede realizar mediante cursos o por experiencia de trabajo en unidades específicas.

## Campo de trabajo
El trabajo en el medio de la ortopedia usa métodos médicos y quirúrgicos para corregir problemas musculares, esqueléticos y articulares. Los cirujanos ortopédicos trabajan de cerca con muchos otros profesionales de la salud, tales como entrenadores deportivos, fisioterapeutas, terapeutas ocupacionales, podólogos, médicos físicos, rehabilitadores, y otros médicos en campos relacionados.

## Historia
Jean-Andre Venel estableció el primer instituto ortopédico en 1780, que era el primer hospital dedicado al tratamiento de las deformidades esqueléticas de los niños. Algunos lo consideran el padre de la ortopedia o el primer ortopedista verdadero en la consideración del establecimiento de su hospital y por sus métodos publicados.
Antonius Mathysen, cirujano militar neerlandés, inventó el yeso de París fechado en 1851.
Como pasa en otros campos de la Medicina, muchos progresos en la cirugía ortopédica resultaron por experiencia durante tiempos de guerra. En los campos de batalla de la Edad Media, los heridos fueron tratados con vendajes empapados en sangre de caballos (que al secarse se ponen tiesos, aunque es antihigiénico). La tracción y el entablillamientos fueron desarrollados durante Primera Guerra Mundial. El uso de clavos endomedulares para tratar las fracturas del fémur y de la tibia fueron iniciados por el Dr. Kunchner de Alemania. Esto diferenció sensiblemente la velocidad de la recuperación de los soldados alemanes heridos durante la Segunda Guerra Mundial y condujo a una adopción más extensa de la fijación intramedular de fracturas en el resto del mundo. 
Sin embargo, la tracción era el método estándar para tratar fracturas del fémur hasta los últimos años 70, en que el grupo de Seattle Harborview popularizó la fijación endomedular sin abrir la fractura. La fijación externa de fracturas fue refinada por los cirujanos americanos durante la guerra de Vietnam, pero una contribución importante fue hecha por Gavril Ilizarov en la URSS. Le enviaron, sin mucho entrenamiento ortopédico, para ocuparse de soldados rusos heridos en Siberia en los años 50. Sin el equipo necesario, que lo enfrentaron con condiciones que resultaban en no unión, infección y mal alineamiento de las fracturas. Con la ayuda de la tienda local de la bicicleta, ideó fijadores externos con agujas tensadas como los rayos de una bicicleta. Con este equipo, alcanzó la curación, la realineación y alargamiento de un gran número de fracturas.
Toronto (en Canadá), era un centro temprano de la excelencia en cirugía ortopédica, renombrado para el entrenamiento y el desarrollo creativo, puesto que la ortopedia fue definida como especialidad quirúrgica distinta por el cirujano pionero Roberto I. Harris en los años 50. Las generaciones de cirujanos ortopédicos que se gradúan en el programa de la universidad de Toronto han contribuido a muchos de los logros importantes en cirugía ortopédica que han mejorado las vidas de las personas con lesiones óseas y articulares.
Un ejemplo eminente es el trabajo de David L. Macintosh, que inició la primera cirugía acertada para la reconstrucción del ligamento cruzado anterior roto de la rodilla. Esta lesión común y seria en futbolistas, atletas del campo y bailarines había traído invariablemente a una salida temprana de la actividad debido a la inestabilidad permanente. Trabajando especialmente con los futbolistas lesionados, en su papel como cirujano de los deportes para la universidad de Toronto, ideó una manera de reconstruir el ligamento viable de las estructuras adyacentes para conservar fuertes los complejos mecanismos de la articulación de la rodilla, y restaura la estabilidad a través de su intervalo de movimiento, confiriendo una articulación completamente funcional. Esto, por primera vez en la historia, podría permitir confiablemente que el atleta vuelva a las demandas deportivas (incluso profesionalmente) o el baile después de un período de rehabilitación. Las dos variantes principales de esta reparación que Macintosh desarrolló en los años 60 y 70 para el ligamento cruzado anterior roto son las operaciones realizadas hoy.
Aunque había muchos precursores, el reemplazo total de cadera moderno se asocia a John Charnley en Inglaterra (años 60). Encontró que las superficies comunes se podrían sustituir por metal o implantes de polietileno de alta densidad fijados al hueso por cemento metíl metacrilato. Pero desde Charnley han sido continuas las mejoras en el diseño y la técnica del reemplazo común (artroplastia), con muchos contribuidores, incluyendo W.H. Harris, el hijo del índice de refracción Harris, que con su equipo en la Universidad de Harvard inició técnicas de artroplastia no cementada con la integración del hueso directamente al implante.
Los reemplazos de la rodilla que usaban tecnología similar fueron comenzados por Macintosh en pacientes con artritis reumatoide, y más adelante por Gunston y Marmor para la osteoartritis, en los años 70. El reemplazo condilar moderno de la rodilla total fue desarrollado por el Dr. John Insall y el Dr. Chitranjan Ranawat en Nueva York. El reemplazo monocompartimental de rodilla, en el cual solamente un compartimiento de una rodilla artrítica se sustituye, es una operación más pequeña y ha llegado a ser popular recientemente. Los reemplazos comunes están ahora disponibles para muchas otras articulaciones llevadas en hombro, codo, muñeca, dedos y tobillo.
La tendencia ahora está a la cirugía mínimamente invasiva en todas las formas de cirugía ortopédica. Los cirujanos experimentales están aplicando la técnica en traumatología, columna (para la hernia discal, artroplastia de cadera, y a los problemas de dolor de mano y pie. La cirugía común del reemplazo cirugía reconstructiva, ha diferenciado de forma enorme a la calidad de vida para los pacientes con dolor y artritis comunes.
Particularmente importante para los atletas lesionados es el uso de herramientas artroscópicas desarrolladas por el Dr. Watanabe de Japón, realizando con mínima invasión cirugía del cartílago y reconstrucciones del ligamento cruzado roto. Los pacientes intervenidos de esta forma se recuperan más rápido y sin requerir hospitalización. La operación más común realizada por la mayoría de los cirujanos ortopédicos en esta técnica es la menisectomia parcial, o retiro de un fragmento de cartílago roto.
Algunos niños desarrollan la curvatura de la espina dorsal (escoliosis), que si no es tratada puede progresar y acarrear problemas del pulmón y a muerte temprana. La cirugía de la escoliosis fue revolucionada por la introducción del Dr. Paul Randall Harrington de las barras de gancho, que podrían mantener recta la columna vertebral bastante tiempo para que una fusión del hueso se realice. Las técnicas modernas y los implantes son diferentes pero iguales en su principio.
Los niños tienen problemas especiales con condiciones músculo esqueléticas y han sido un foco de ortopedia desde Hippocrates. Los cirujanos ortopédicos tratan condiciones que limitan tales como pie zambo o chapín y la displasia o luxación del desarrollo de la cadera, así como infecciones en huesos y articulaciones en niños de todas las edades. Los huesos fracturados son un problema especial en niños porque todavía están creciendo. Las técnicas para tratar fracturas del adulto tienen que ser modificadas en los niños.
Aunque la cirugía ortopédica es notablemente acertada en tratar el dolor y la restauración de la función, a veces presenta complicaciones en un pequeño proporción de los pacientes. Algunas son la infección post quirúrgica del hueso y el desarrollo de coágulos de sangre trombosis venosa profunda en miembros, dañando o limitando la función. Estas son áreas de mucho interés en la investigación. Las indicaciones de la cirugía ortopédica tienen que ser consideradas siempre cuidadosamente. Un consentimiento informados de los riesgos y de las ventajas del tratamiento propuesto es esencial.